# Министерство исполнения наказаний и реабилитации Пуэрто-Рико
Министерство исполнения наказаний и реабилитации Пуэрто-Рико отвечает за структуризацию, развитие и координацию исполнительной системы и реабилитации взрослого и молодого населения Пуэрто-Рико.

## Подведомственные органы
- Администрация по делам несовершеннолетних учреждений Пуэрто-Рико
- Администрация исправительных учреждений Пуэрто-Рико
- Совет по условно-досрочному освобождению Пуэрто-Рико
- Корпорация компаний по обучению и работе Пуэрто-Рико